# 44360 Ferlet
44360 Ferlet este o planetă minoră (asteroid) din centura de asteroizi. A fost descoperită pe 18 septembrie 1998 la Caussols de OCA-DLR Asteroid Survey⁠(d). 
Obiectul prezintă o orbită caracterizată de o semiaxă mare de 2,8534082507013 UAi, o excentricitate de 0,084853056328034, o înclinație de 5,9137519231212 ° în raport cu ecliptica.